# Jan van Baarle

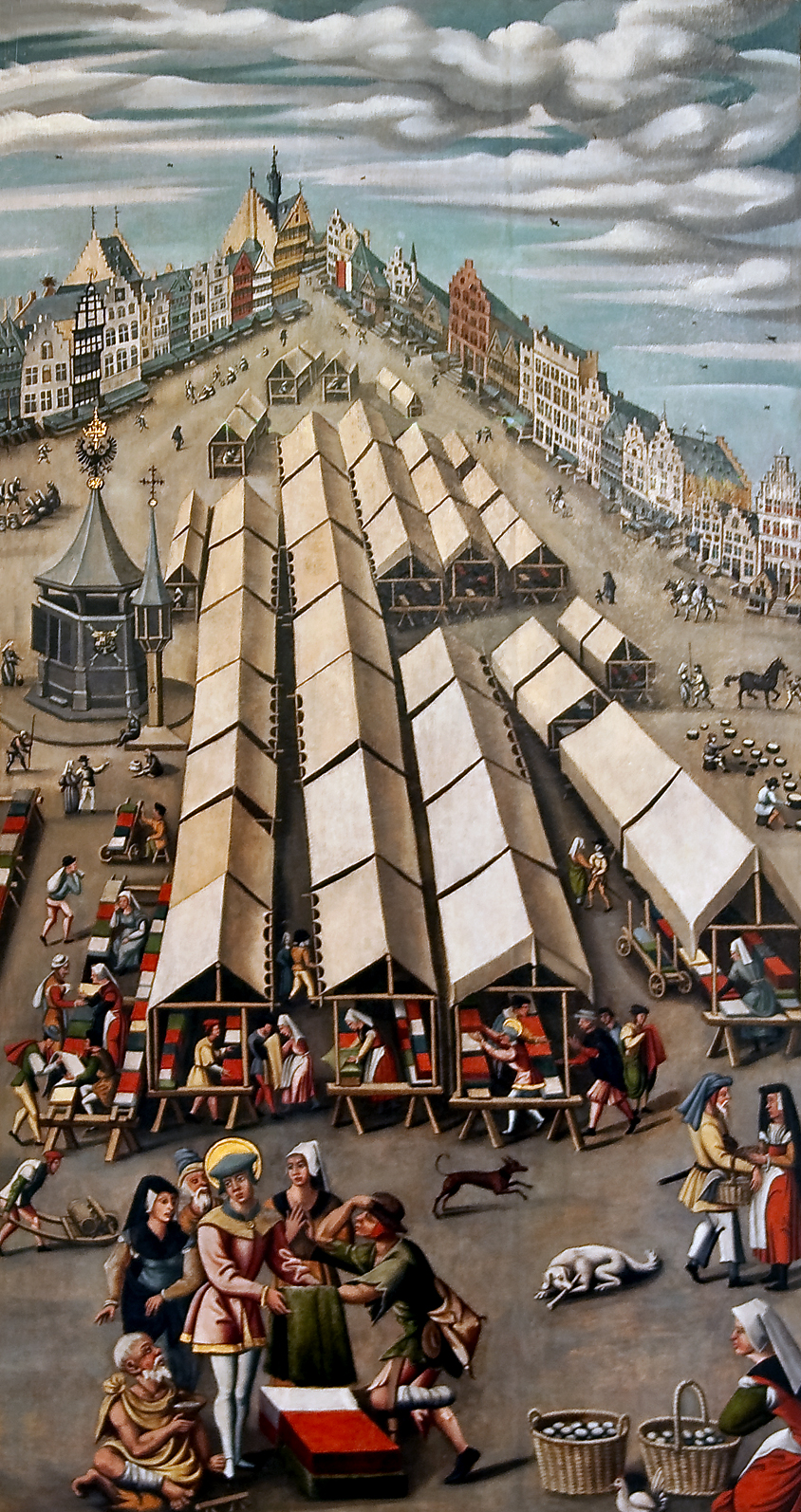
's-Hertogenbosch in de 16e eeuw

Jan van Baarle (Baarle, eind 15e eeuw - Luik, 4 juli 1539) was een dominicaan in 's-Hertogenbosch. Zijn naam komt van zijn geboorteplaats, Baarle, in het hertogdom Brabant.

## Levensloop
Jan doctoreerde in de theologie aan de Universiteit van Heidelberg in 1514, in de laatste jaren dat deze universiteit rooms-katholiek was. Nadien keerde hij terug naar het dominicanenklooster in 's-Hertogenbosch, gelegen in de Hinthamerstraat. Hij werd prior van dit klooster. Hij combineerde dit met taken op niveau van de dominicaanse provincie Germania Inferior. Deze provincie van de orde was opgericht in 1514 en organiseerde voortaan de dominicanenkloosters in de Nederlanden, los van Duitse en Franse dominicanen.
Van 1524 tot zijn dood in 1539 was hij actief als inquisiteur in het prinsbisdom Luik. Zijn standplaats was de stad Luik. Nadien werd hij begraven in het dominicanenklooster van 's-Hertogenbosch.

## Publicatie
Van hem is één publicatie bekend, getiteld: Eenen schoonen Spiegel van eenen deughdelijken leven descretelick en vruchtbaerlick te leyden.